# Pracetus
Pracetus is een geslacht van vliesvleugeligen uit de familie Eulophidae. De wetenschappelijke naam van dit geslacht is voor het eerst geldig gepubliceerd in 1988 door Boucek.

## Soorten
Het geslacht Pracetus omvat de volgende soorten:
- Pracetus longus Boucek, 1988
- Pracetus stramenticius (Delucchi, 1962)